# Incurvarioidea
Incurvarioidea är en överfamilj av fjärilar. Incurvarioidea ingår i ordningen fjärilar, klassen egentliga insekter, fylumet leddjur och riket djur. Enligt Catalogue of Life omfattar överfamiljen Incurvarioidea 729 arter. 
Kladogram enligt Catalogue of Life:
| Incurvarioidea | \| \| antennmalar \| \| \| \| \| \| Cecidosidae \| \| \| \| \| \| Crinopterygidae \| \| \| \| \| \| hålmalar, Heliozelidae \| \| \| \| \| \| bladskärarmalar, Incurvariidae \| \| \| \| \| \| knoppmalar, Prodoxidae \| \| \| \| |
|                | \| \| antennmalar \| \| \| \| \| \| Cecidosidae \| \| \| \| \| \| Crinopterygidae \| \| \| \| \| \| hålmalar, Heliozelidae \| \| \| \| \| \| bladskärarmalar, Incurvariidae \| \| \| \| \| \| knoppmalar, Prodoxidae \| \| \| \| |
|                | antennmalar |
|                | |
|                | Cecidosidae |
|                | |
|                | Crinopterygidae |
|                | |
|                | hålmalar, Heliozelidae |
|                | |
|                | bladskärarmalar, Incurvariidae |
|                | |
|                | knoppmalar, Prodoxidae |
|                | |

## Bildgalleri

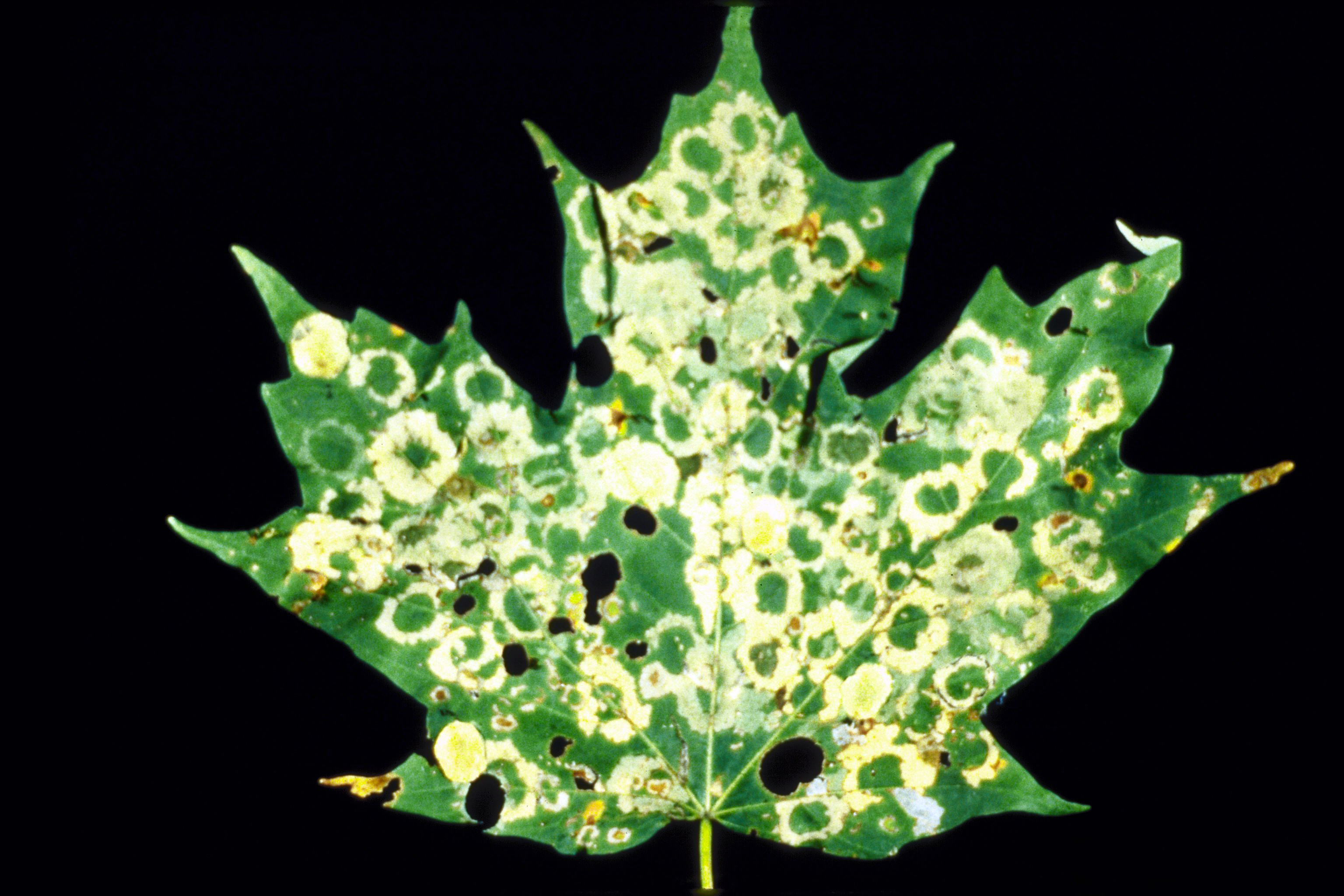
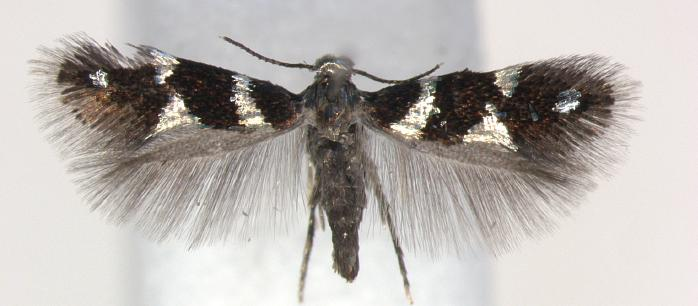
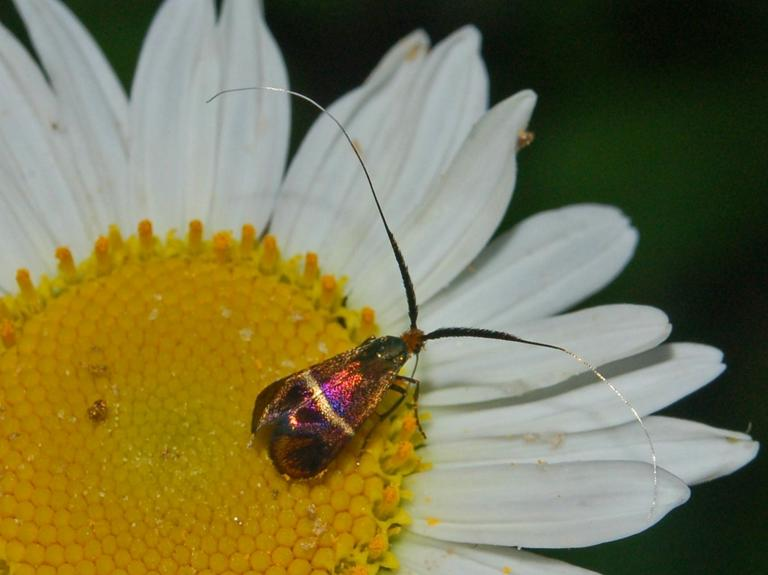
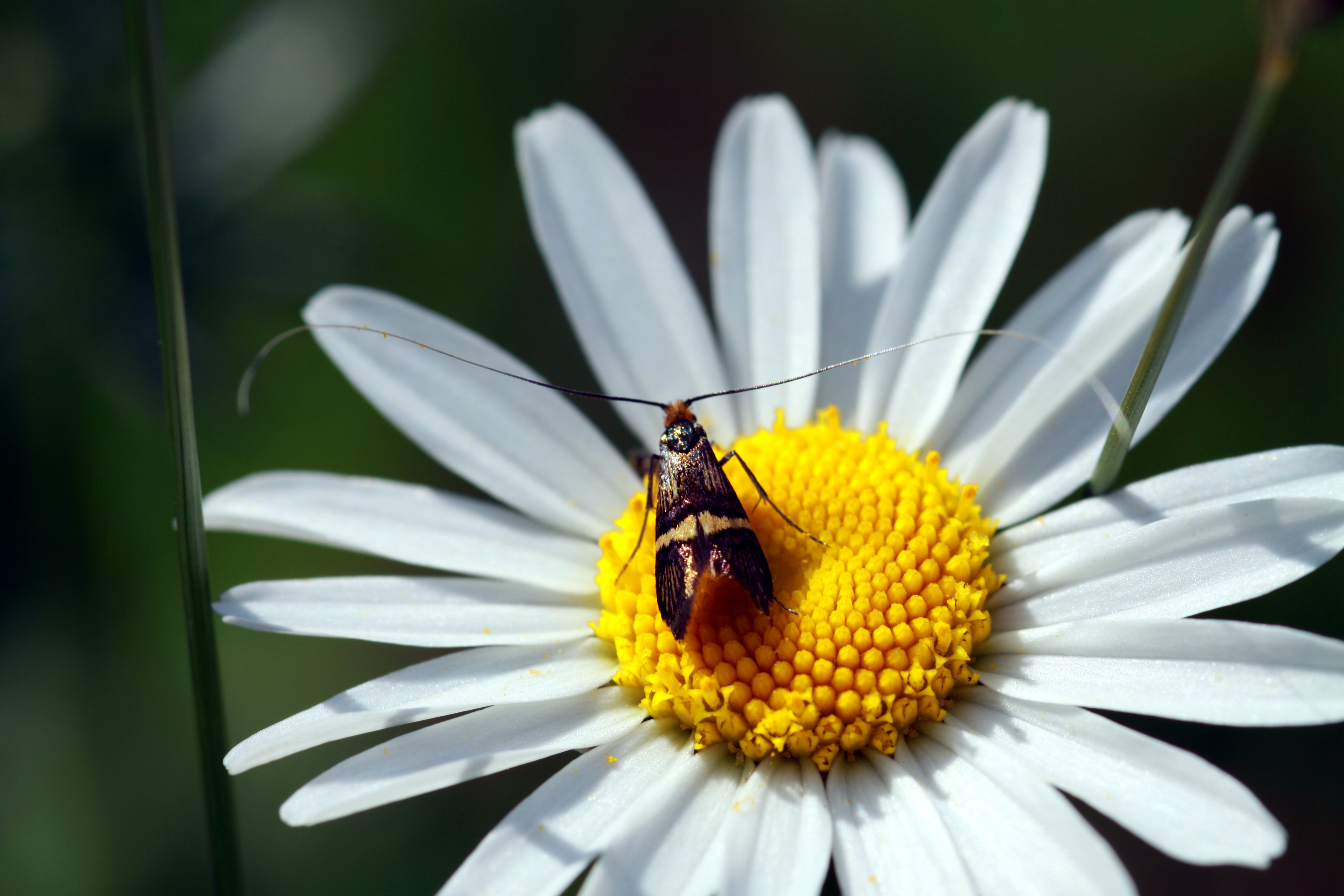
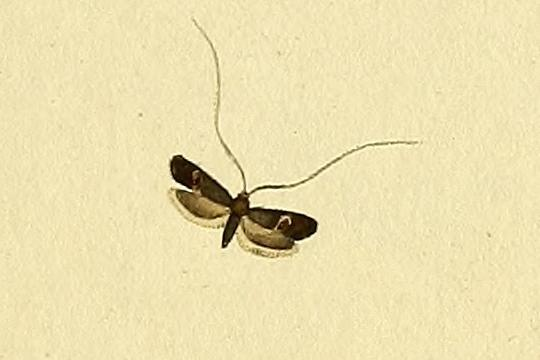
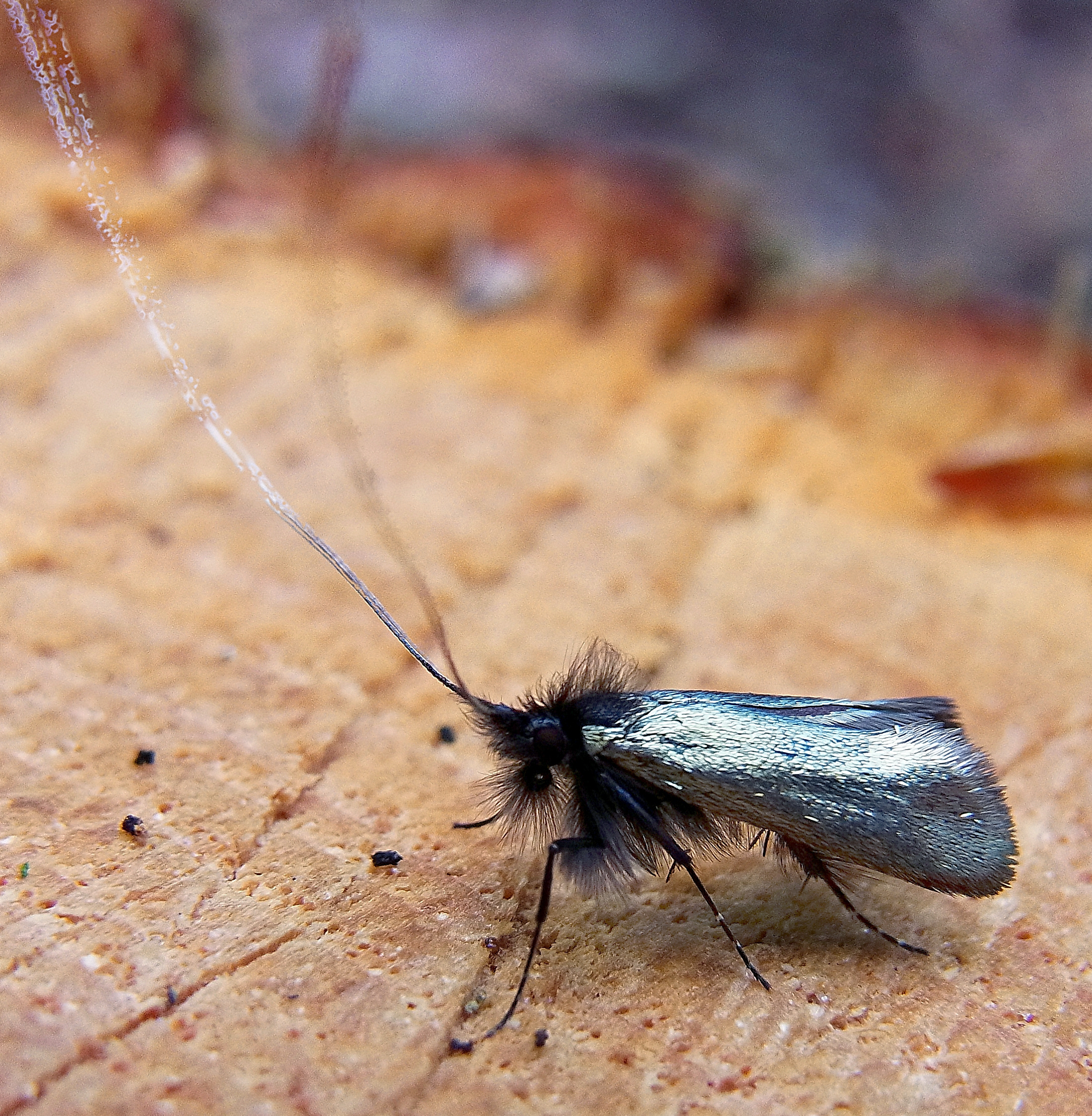